# Подоляни

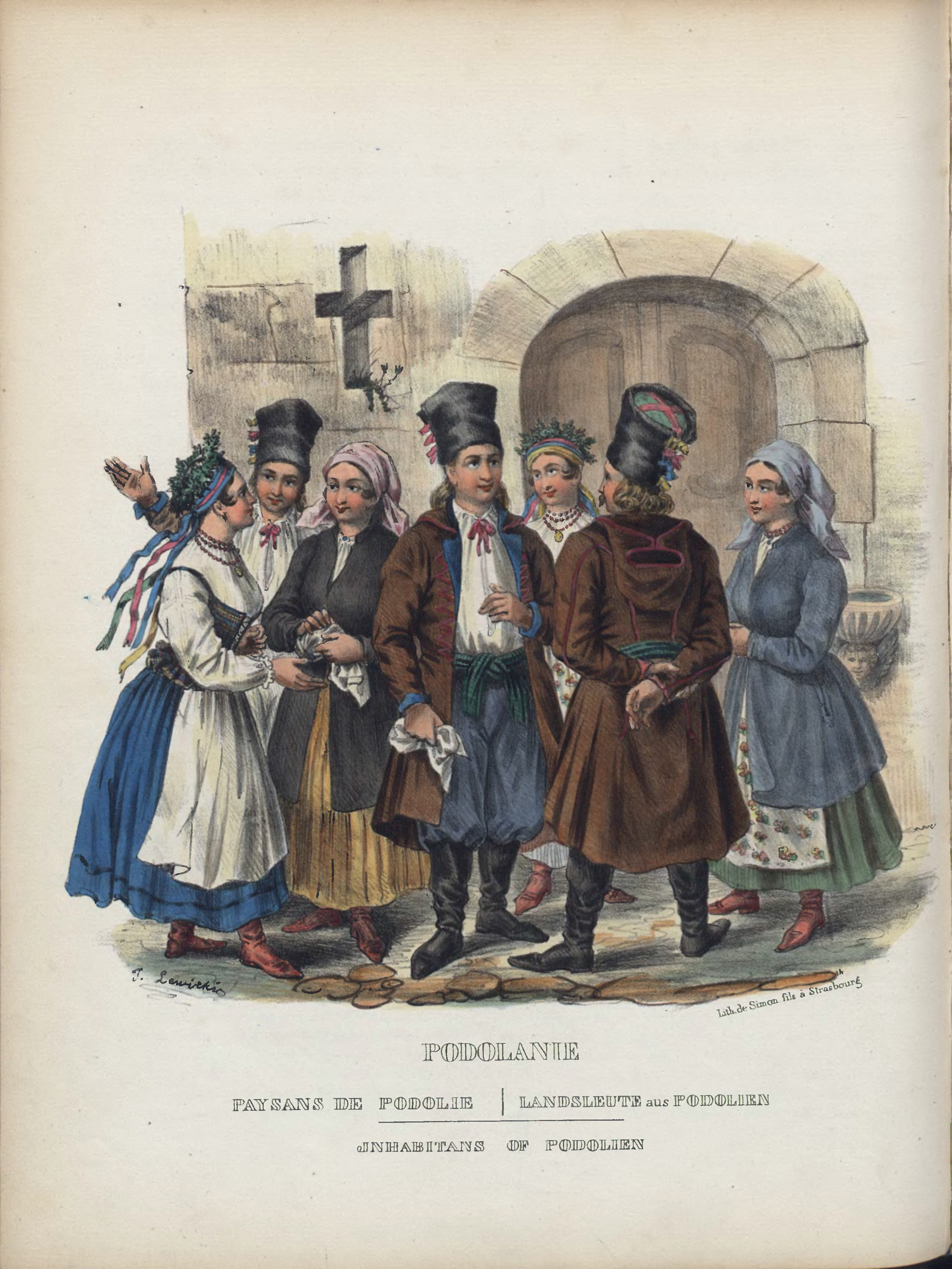
Подоляни

Подоляни — етнографічна група українців, населення Поділля. Поділля було відоме в літописах як Пониззя. Поділля належало до руських князів і народ його були руси, (однина — русин), пізніше до Галицького князівства і Галицько-Волинської держави. У XIV—XV століттях на цих територіях існувало Подільське князівство, ще пізніше Поділля ввійшло в історію як Подільська земля, Подільське воєводство та Подільська губернія. Територія Поділля простягалася від Покуття до Чорного моря. Від Дністра до впадіння річки Бугу в Дніпро (по сучасне місто Очаків). Столицею Поділля був Кам'янець-Подільський. 

## Матеріальна культура

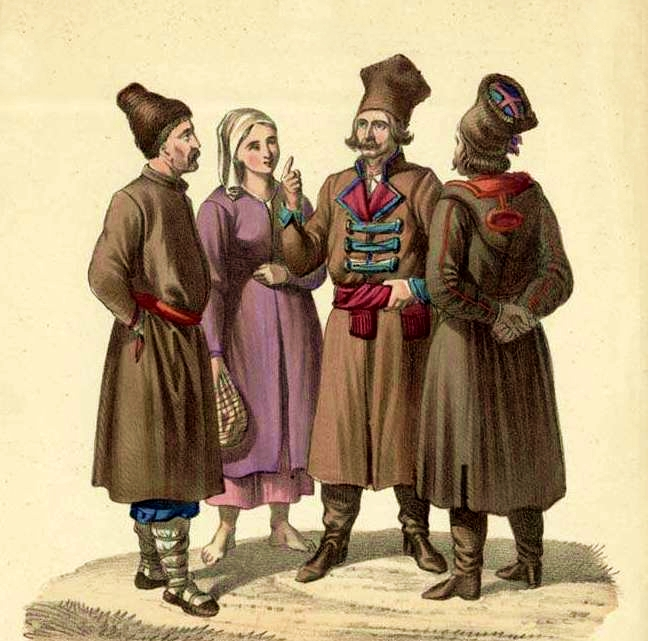
Стара листівка. Поділля / Східний Галицький регіон

### Житло

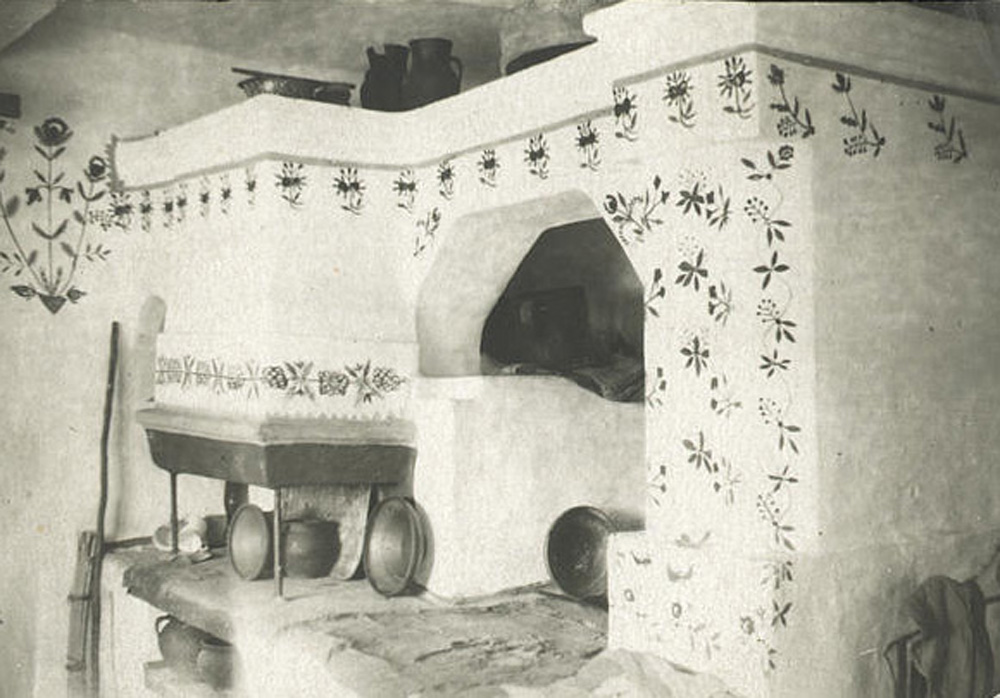
Побут в оселі, піч мальована на Поділлі

Кожне обійстя (оселя) було оточене валом на 2-3 лікті або деякі оточували ровом і кругом обсаджували вербами, саме чим подільські села відрізнялися від інших. Села на Поділлі були великі, кожне мало по 200 осель і по кілька тисяч мешканців. Дороги були широкими. Кожне обійстя мало браму (ворота).

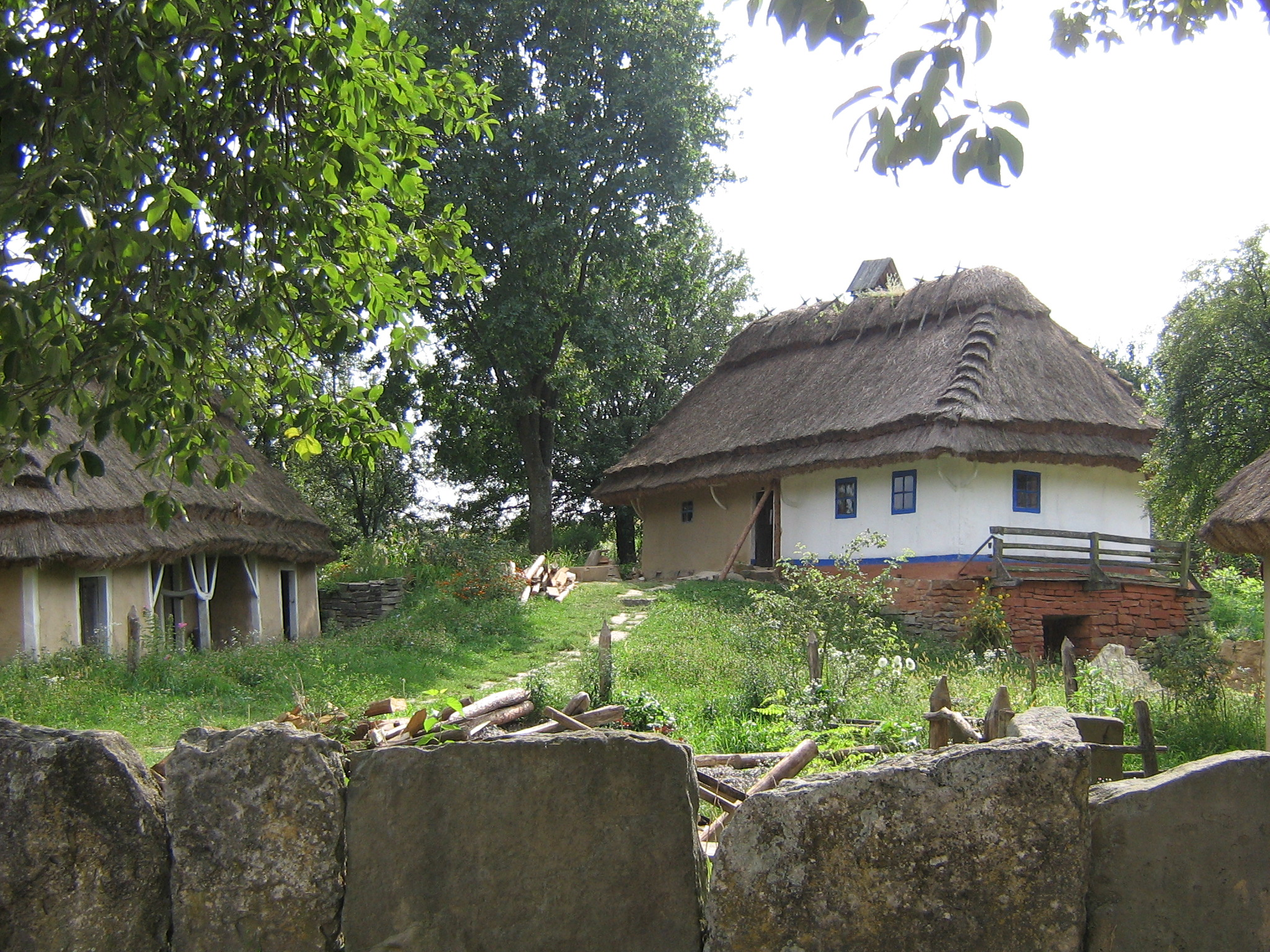
Садиба із села Яришів

- Подільська хата трьохчастинна, переділена сіньми. Подільські хати були глиняними, дерево використовувалося тільки як основа, в яку закладали глиняні вальки. Подільські хати білили тільки з лицевої сторони і з одного причілка. Дві інші сторони обмащували червоною глиною і тільки як рамку обводили стіни широкими білими смугами. Лицьові вікна обводили кольоровою глиною, а вікно ззаду білою. Призьбу обмащували червоною глиною. Вікна і двері оздоблювалися гірляндами, між вікнами розписували вінками або букетами. Часто були розписані також господарські приміщення: курник, пивниця. Малюнки виконувались кольоровою глиною, вапном і сажею.

Усередині хата була також розписана. Особливо піч, комин, груба заповнювалися розписною мозаїкою. Розписані були також стіни: в вигляді окремих композицій, фриз або повністю. Рідше розписували стелю у вигляді вінків близько «покуття». Також рідше розписувалася підлога в вигляді пересічених ліній. Багато розписувалися стіни в сінях. Розписи менше були властиві північному Поділлю (Меджибіж). Розписи поновлювалися кожний рік до Великодня. В геометричних візерунках були основними хрест, зірка, серед рослинних: хміль, барвінок, виноград. Найулюбленішими сюжетами були візерунки з дуба, клена, барвінку, хмелю і особливо винограду. Виноград широко використовувався в мотивах церкви. Тварини були менш популярними в розписі, в основному це були півні, пави, галки, коні. На стіні були поміщені інколи ті ж самі узори, що й на подільських писанках. Подільські хати були прикрашені килимами, інколи над ліжком де мав бути килим, розписували «килим».
Хати були покриті соломою у багатших сніпками. Та поздовжня сторона хати, в якій проживали, виходила на південь, а бічна на схід. Глиняний посуд на Поділлі був подібний до грецького.
Хати на Поділлі були більшими і просторішими, ніж на Наддніпрянщині. Традиційно цьому регіону притаманне трикамерне житло з дома житловими приміщеннями, часто прибудовувався ванькир. Подільська хата мала стале планування — хата — сіни — хата. Могла добудовуватись комора, але більшість селян ставили її окремим приміщенням у господарському дворі.

### Церковна архітектура
Церква стояла найчастіше посередині села. Церкви своєю архітектурою нагадували візантійські церкви. Були збудовані в формі подовженого хреста. Церква мала три бані (куполи), посередині була вища, дві крайні нижчі, покриті ґонтом. Багатші церкви мали червоний дах. Хрести на церквах були залізні. Церква всередині була поділена також на три відділи, жінки стояли в першому, при вході. Подільські церкви нагадують візантійські, які пристосовані під будову з дерева. Складаються вони з трьох зрубів поставлених з заходу на схід. Центральна частина була вища і більша. Таким чином церква була трьохчастинною і трибанною. Дзвіниця була квадратною. Цей основний тип подільської церкви деколи доповняли ще двома зрубами з півдня і півночі. Бані на церквах були восьмигранні. Подільські церкви були обшиті поздовжніми дошками і перекриті ґонтом.

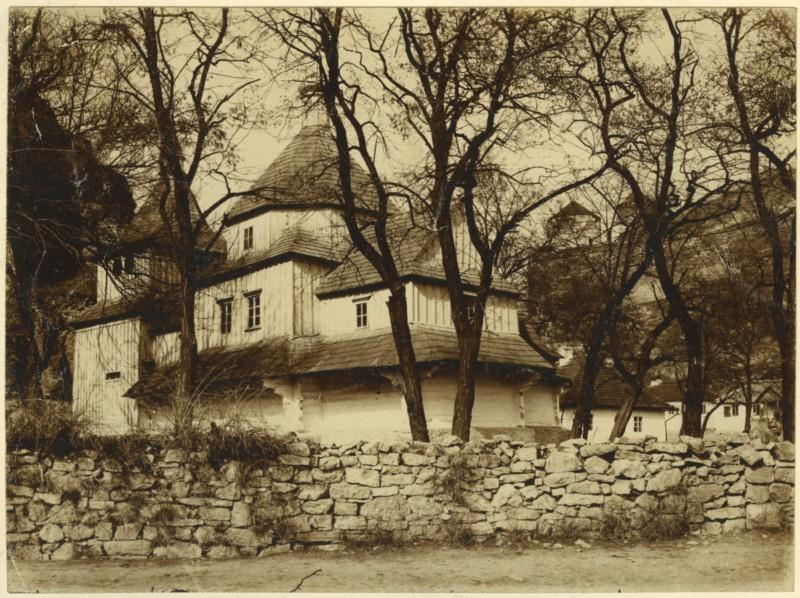
Хрестовоздвиженська церква (Кам'янець-Подільський)
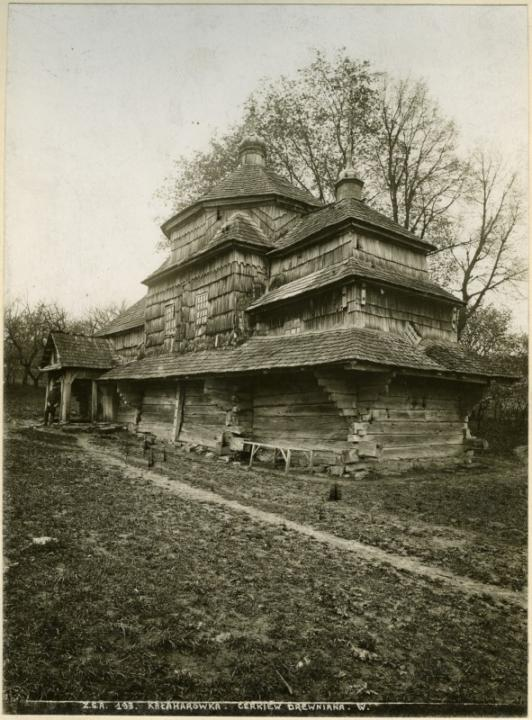
Калагарівка. Церква 1784 р.
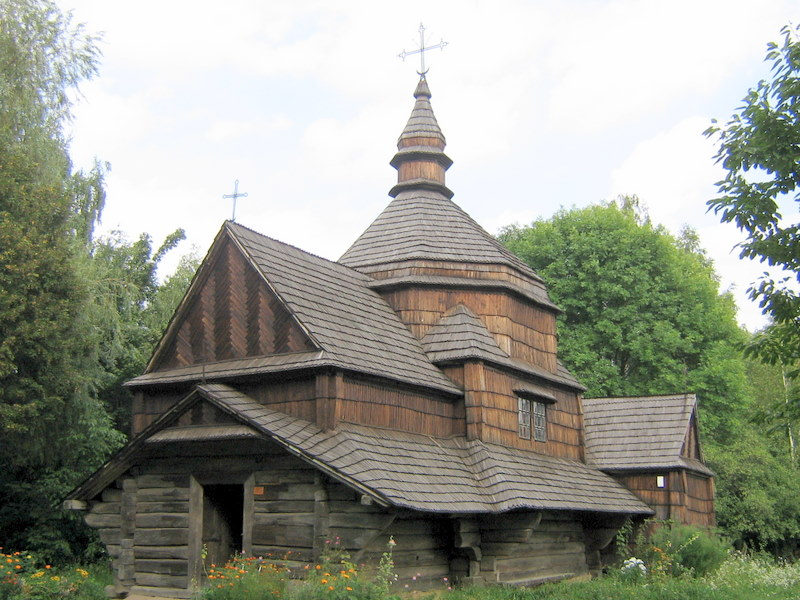
Церква, перенесена у Музей народної архітектури та побуту України,  з c. Зелене (Гусятинський район)
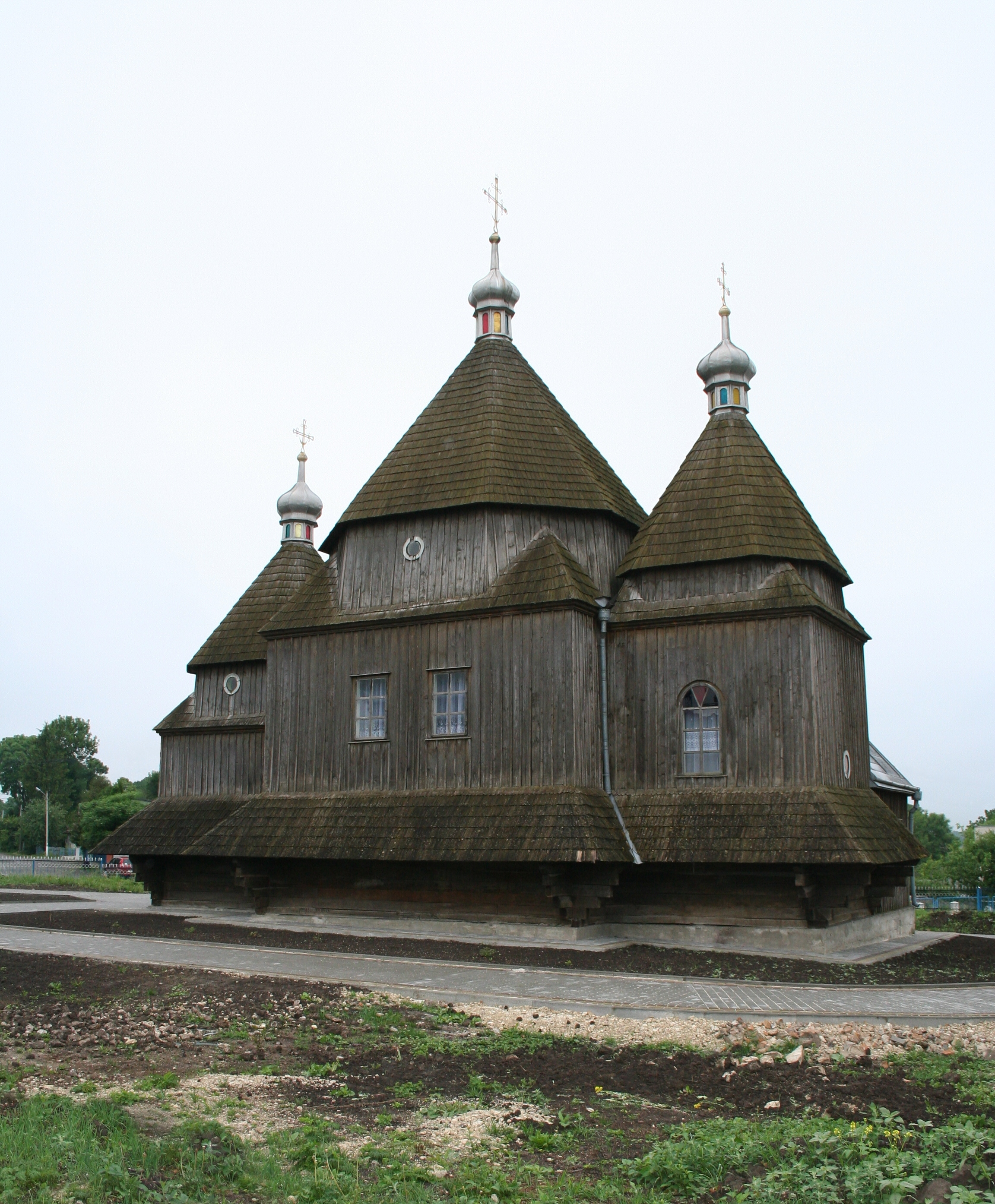
Іоанобогословська церква 1744 року, з села Скорики, Підволочиський район, Тернопільська область.
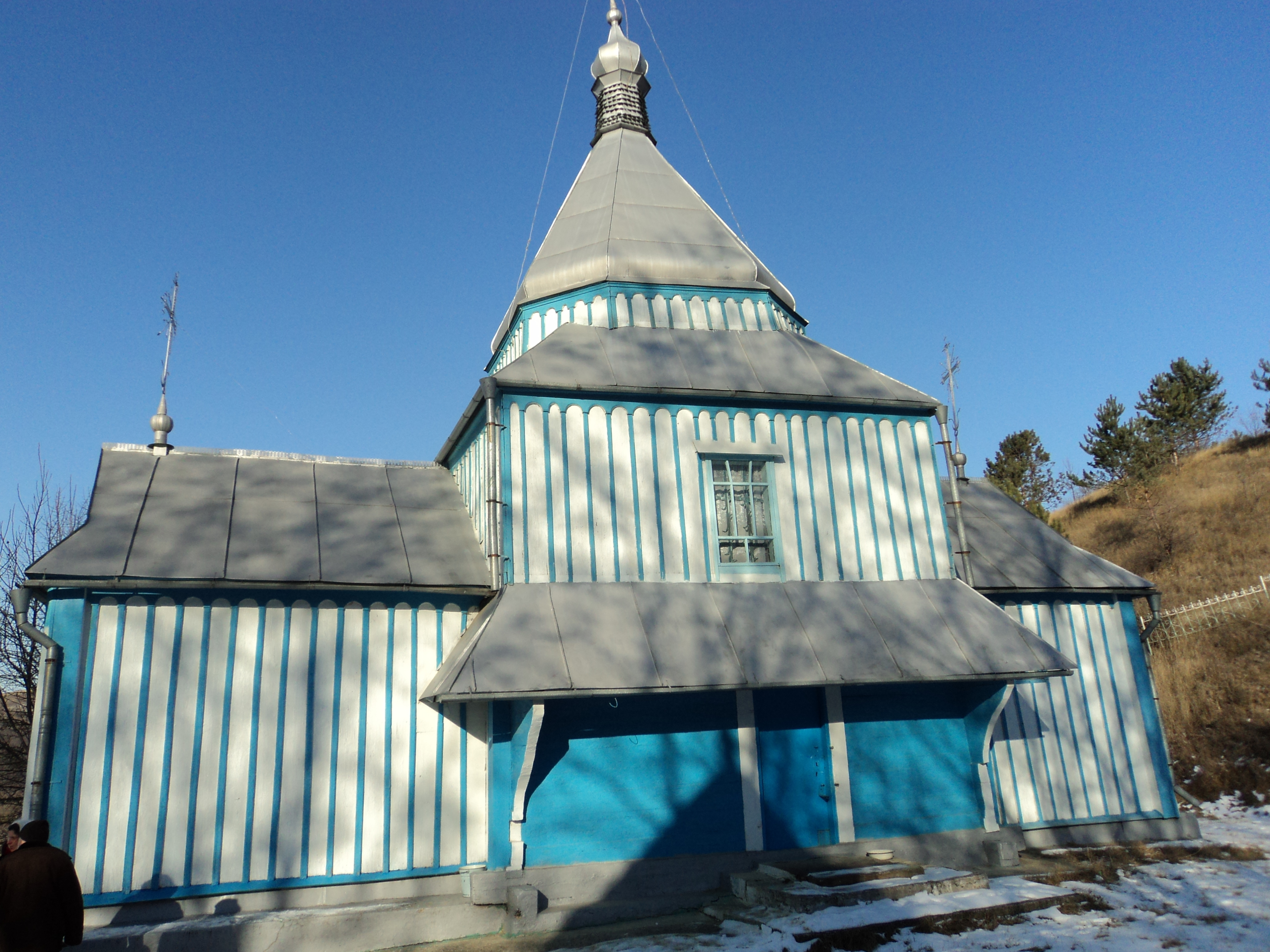
Церква Іоана Богослова (c. Бернашівка, 1767 р.)
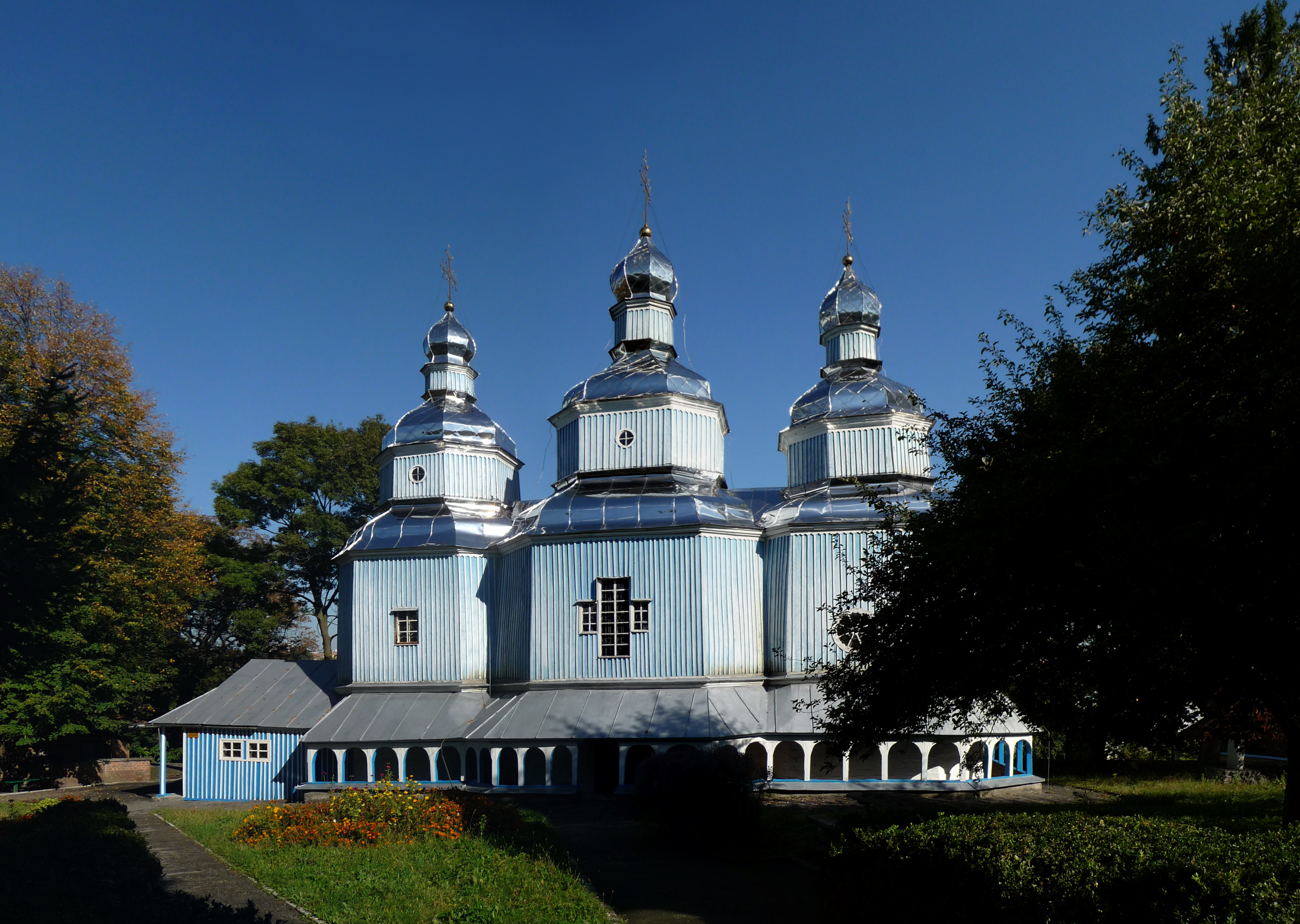
Миколаївська церква 1746 р. Вінниця.
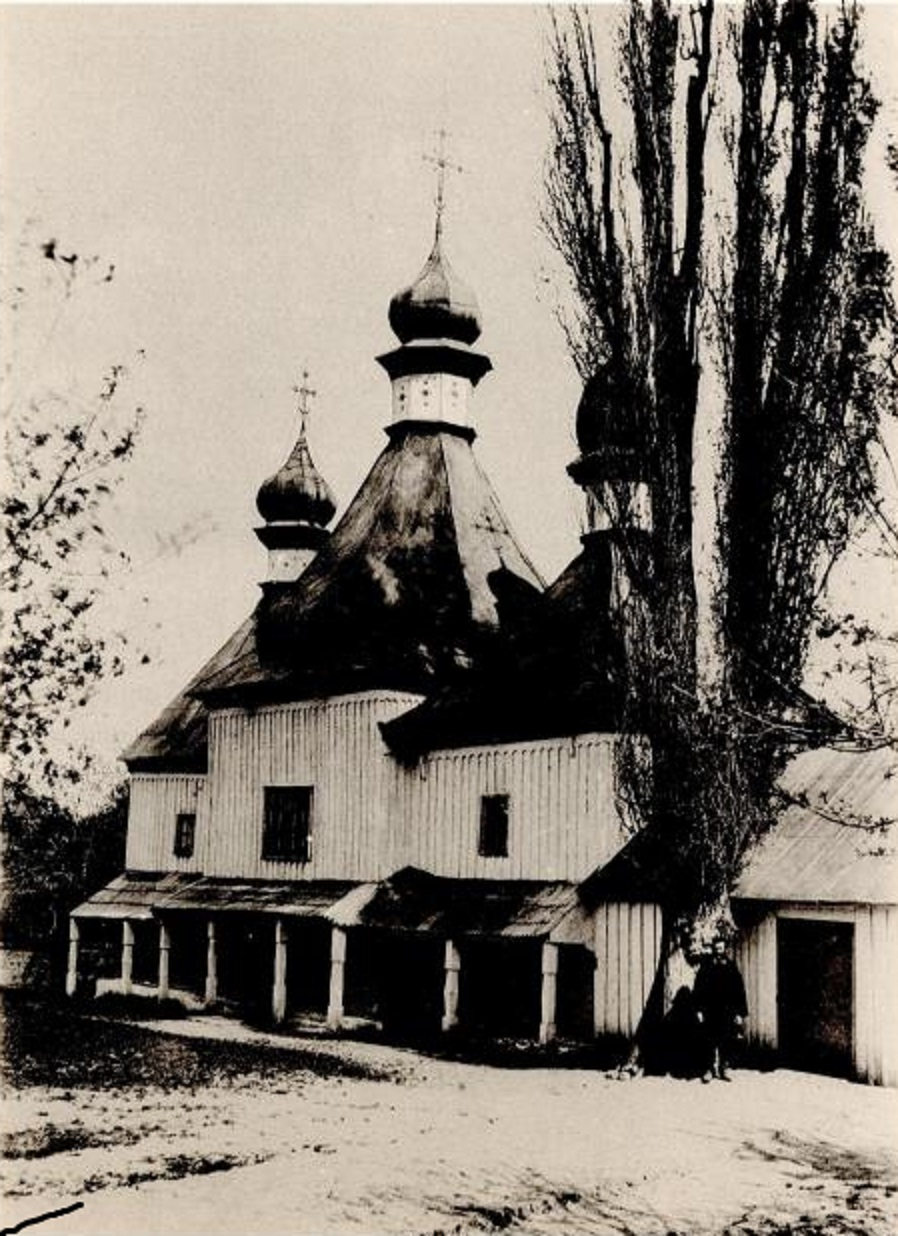
Георгіївська церква на Старих Хуторах (Вінниця) 1724
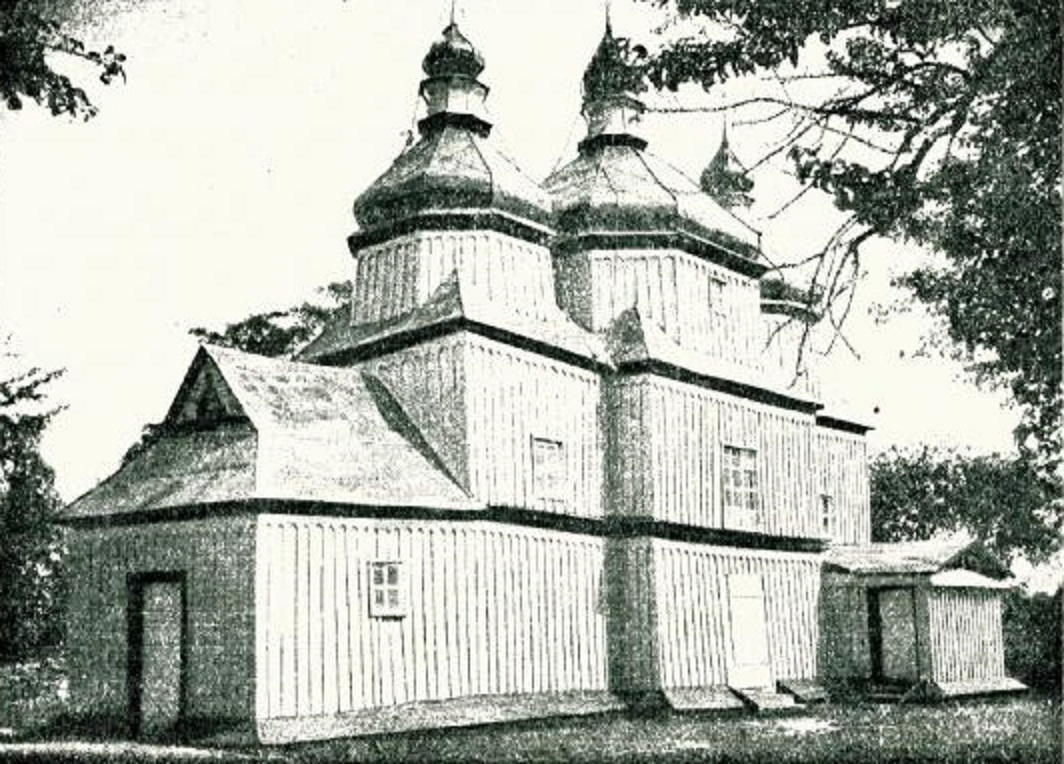
Іванобогословська церква на Малих Хуторах (Вінниця) 1783
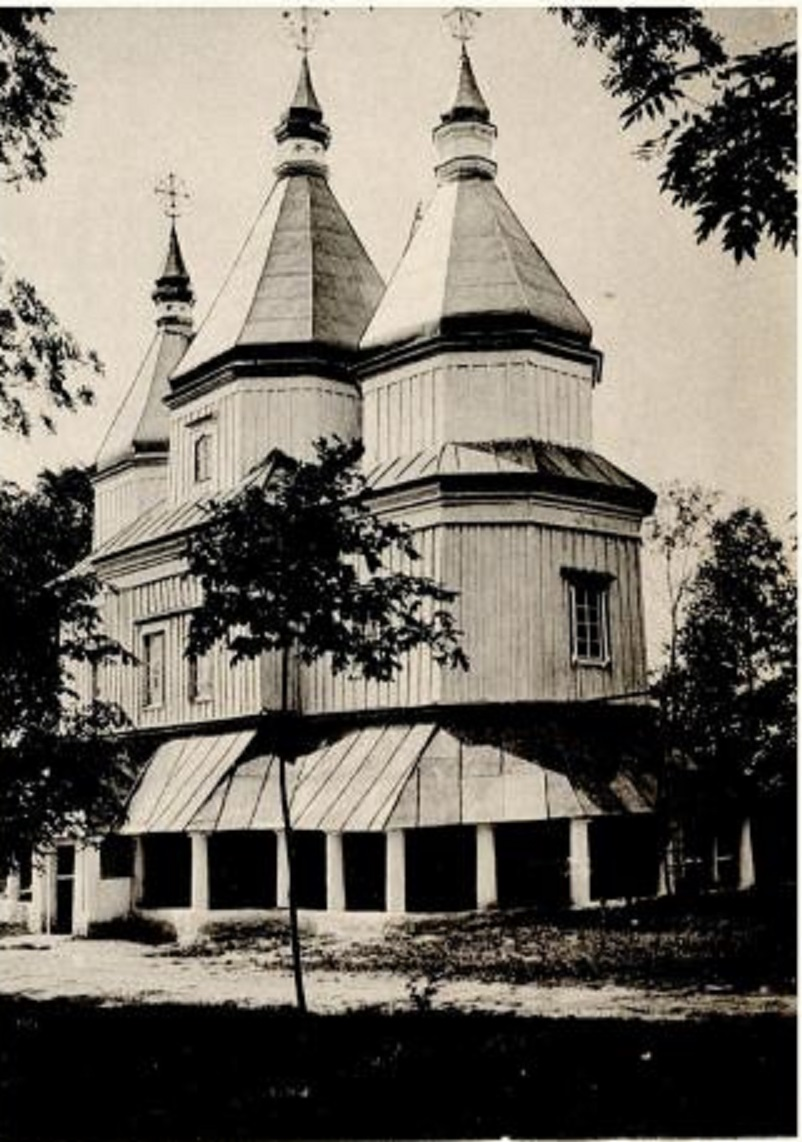
Успенська церква в Дашківцях, 1768
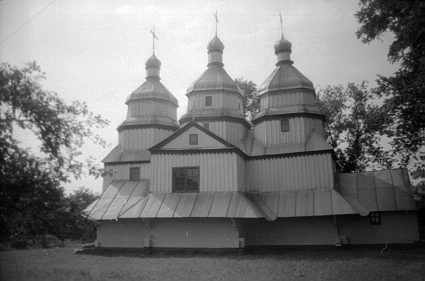
Дерев'яна церква в Немії (Могилів-Подільський район Вінницької області)
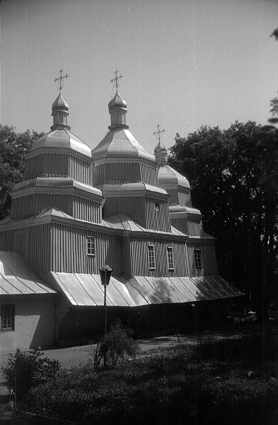
Лозова, Шаргородський район

### Одяг

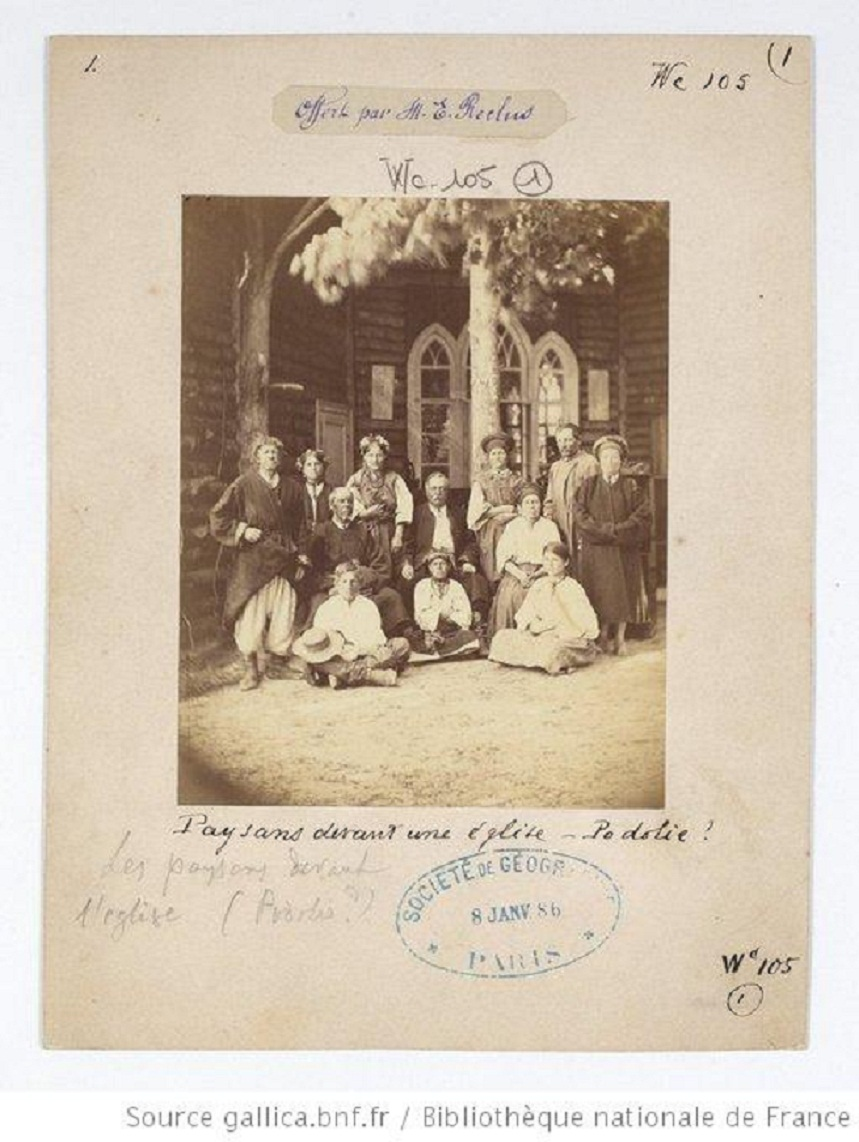
Подоляки

#### Жіночий стрій
Жіноче вбрання складалося з таких елементів: сорочка, спідниця або плахта, запаска (фартух), пояс або крайка, спідниці в складку, жовті чоботи. Голову жінки пов'язували наміткою, рантухом, які кілька разів складали і обвивали голову під підборіддям, закриваючи чоло, а обидва кінці опускали через плечі до колін. На голові носили каптурі — шапочки розшиті різнокольоровою шерстю. Пізніше почали носити фабричні хустки які зав'язували на потилиці.
Поверх сорочки носили спідницю (димку), поверх якої спереду прив'язувалась довга до кісточок запаска (фартух), зверху пов'язували суконну крайку (пояс). Зверху одягали кафтан до колін, який пов'язували вовняним паском (поясом) червоного кольору в сині (небесні) поздовжні смуги. Богатші одягали зверху білу вовняну камизельку розшиту зверху кольоровими шнурками. Багатші одягали на свята «бекешу» (кожух) з білих баранів, покритий зверху ґранатовим сукном і вишитий. В жіночому одязі своєрідністю відзначалася сорочка вишита чорними або з незначною добавкою темно-червоних ниток. До чорних ниток деколи добавляли срібну або золоту нитку.
У західному Поділлі носили поверх сорочок запаски чорного кольору з поздовжніми ліловими, червоними, зеленими тонкими смужками. У східному Поділлі носили спідниці з нашитими на них шлярами. Корсеток на Поділлі не носили.

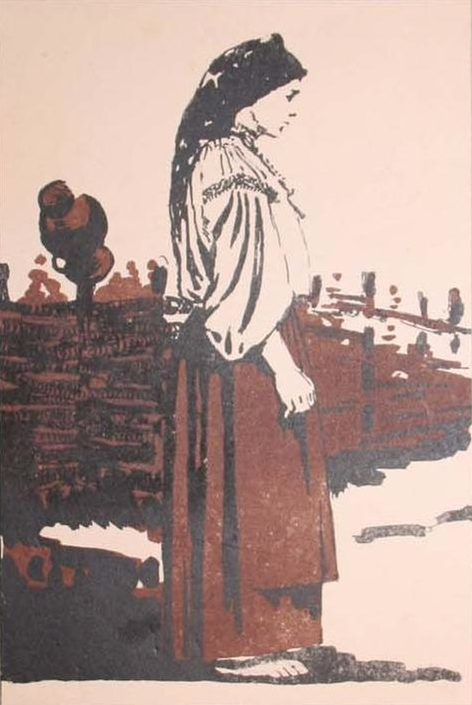
Жінка в сорочці й хустці , селянський одяг Поділля
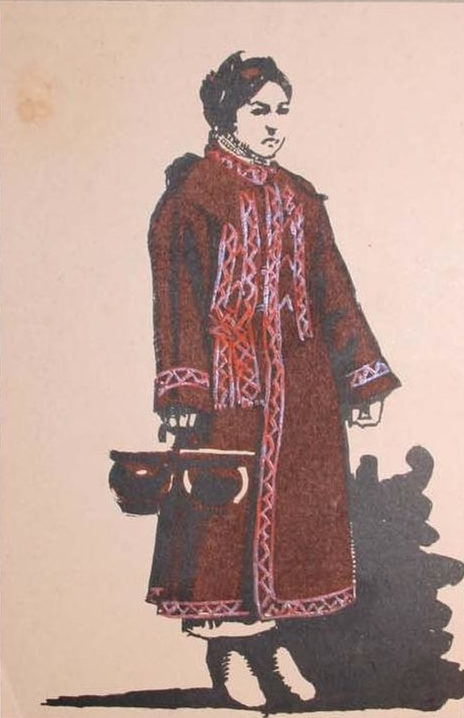
Дівчина в «опанчі», селянський одяг Поділля
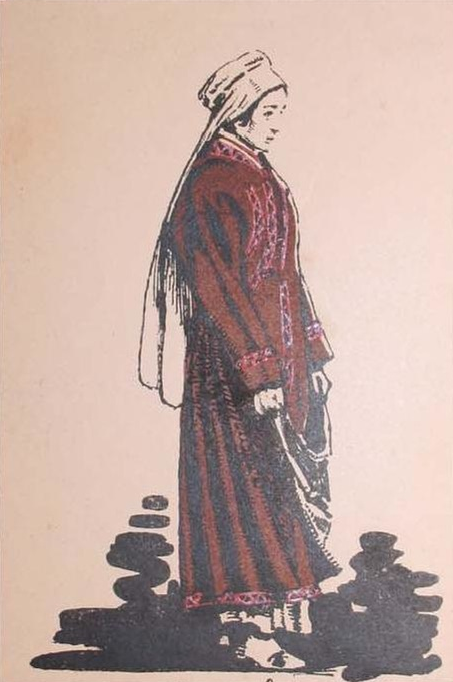
Молодиця «опанчі» й «намітці», селянський одяг Поділля

#### Жіноча зачіска

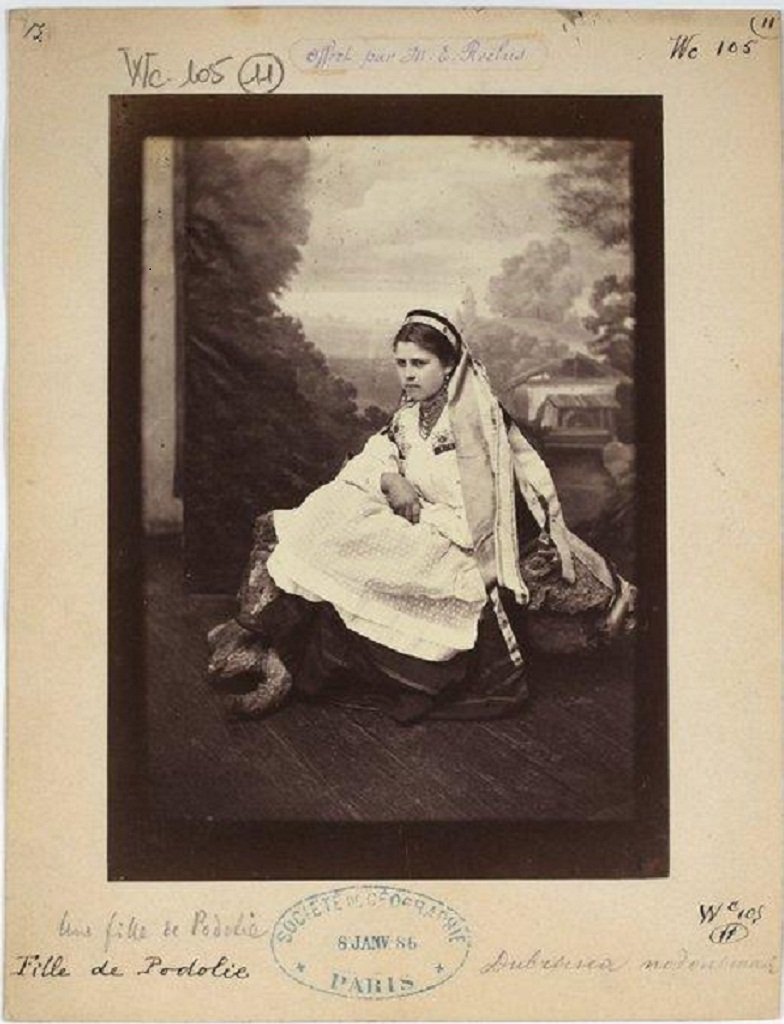
Подолянка

Волосся дівчата заплітали в дві коси ззаду голови та укладали як корону (суч. «кошик»), носили вінки з барвінку, стрічки з кількох барв. Вінки були літом з барвінку та живих квітів, а взимку з барвінку та саморобних квітів, прикрашені пацьорками.
На шиї, багатші господині і дівчата, носили справжні коралі, кількість і довжина яких означала заможність господині, інші носили пацьорки (скляні намиста) різноманітних форм та барв.
Волосся подоляни мали кольору льону, очі — блакитні
|  | Десь тут була Подоляночка Десь тут була молодесенька Тут вона впала, до землі припала Личка не вмивала, бо води не мала |

#### Чоловічий стрій

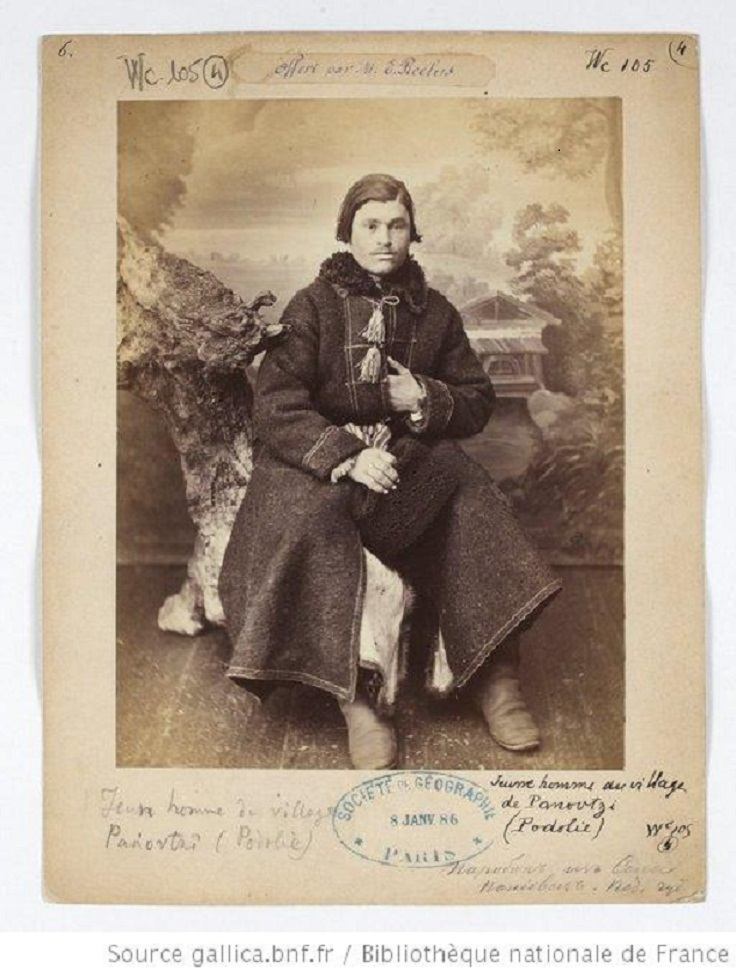
Парубок з с. Панівці

Чоловіки взимку носили чорні високі баранячі шапки, влітку низькі солом'яні капелюхи з широкими полями, оздоблені бавовняною червоною або блакитною стрічкою. Бараняча шапка зі споду була з ґранатового сукна. А позаду шапки, де був шов, шапка була оздоблена небесного кольору нашитими «вензелями».
Чоловічі сорочки були тунікоподібні з високим стоячим коміром. Сорочка мала вишиту червоним вузьку смужку.
Взимку чоловіки носили кожухи з приталеною спинкою, вишиті кольоровим шовком або кафтани. Молоді парубки носили часом сіряк сивого кольору, довгий по кісточки з відлогою, яка була прикрашена нашивкою в вигляді серця. Сіряки були розшиті червоними шнурками.
Чоботи були без каблуків, халяви мали широкі, вивернуті зверху на ширину долоні. При собі мали кремінь, кресало, люльку. Пояс був шириною з долоню, спереду мав кишені. На поясі висів ножик «козик».
Голови чоловіки традиційно голили, на верху залишали чуб який закривав всю голову. Бороду не носили.

### Кухня
Їли на Поділлі малай — хліб з кукурудзи (над Дністром) і на іншій частині — житній хліб. Традиційні страви подільської кухні готувались з гречаного та кукурудзяного борошна: лемішка, мамалига, малай, вареники з гречаного борошна. Голубці робили з капустяного та виноградного листя. З овочів їли: картоплю, буряк, капусту, огірки, гарбузи, дині. По Дністрі вирощували виноград та робили з нього вино. Споживали також багато сушених слив.

## Духовна культура

### Подільські музики
Співців народних дум називали лірниками і музичний інструмент звався лірою. Жартівливі пісні, як коломийки з Коломиї, Подоляни називали чабарашки або шумки.
|  | Усім хлопцям по дівчині, Мені дідько бабу впхав. Я на бабі ніц не втрачу Продам бабу, куплю клячу; Кляча здохне - шкуру злуплю А за шкуру Панну куплю 1850 р., Кам'янець-Подільський |

Шумка
|  | Ой ти козаче гуляй, гуляй! До мня ся не притуляй: Що то мені за гуляння, Що немає притуляння. |

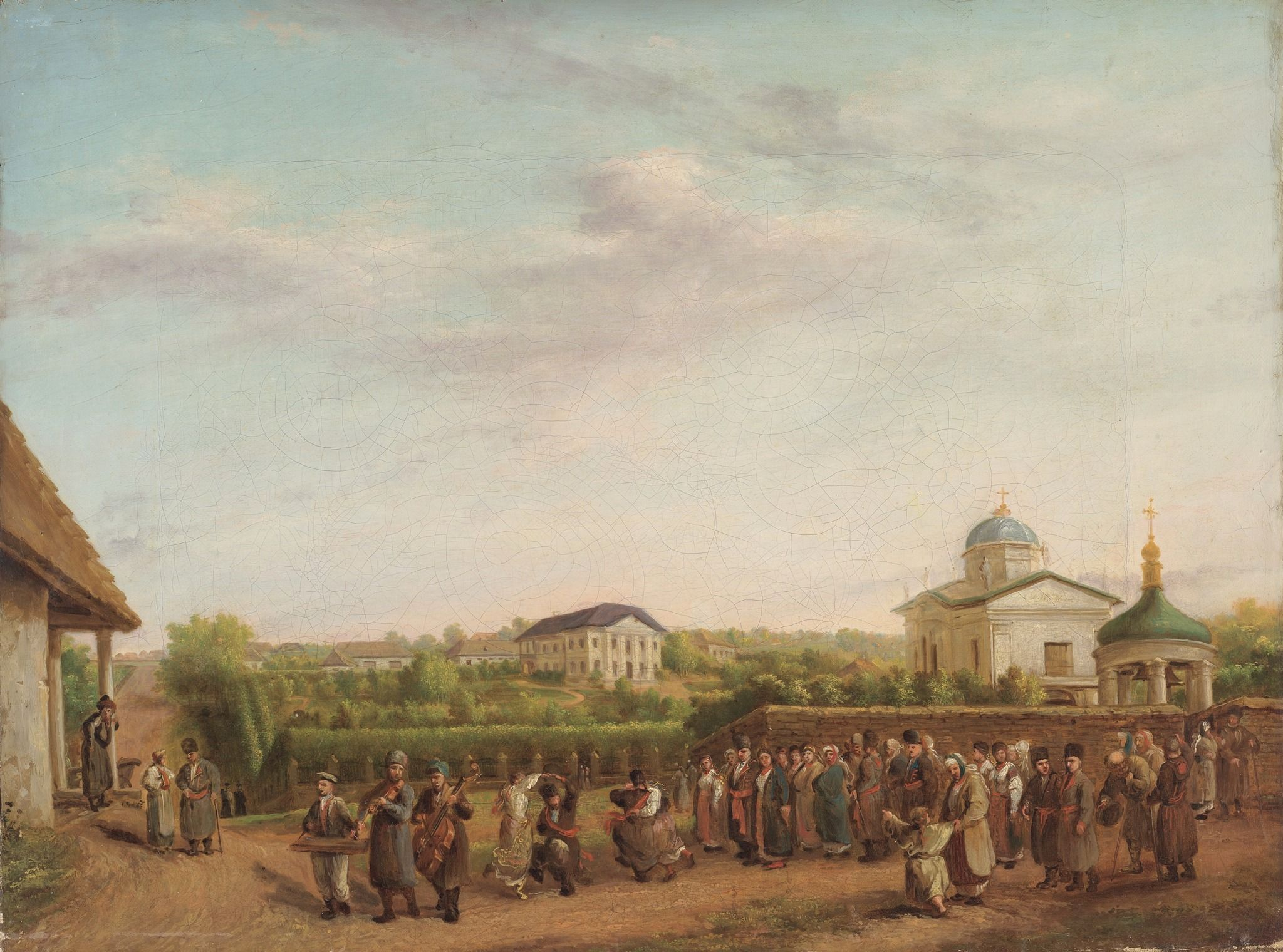
Весілля в Кукавці

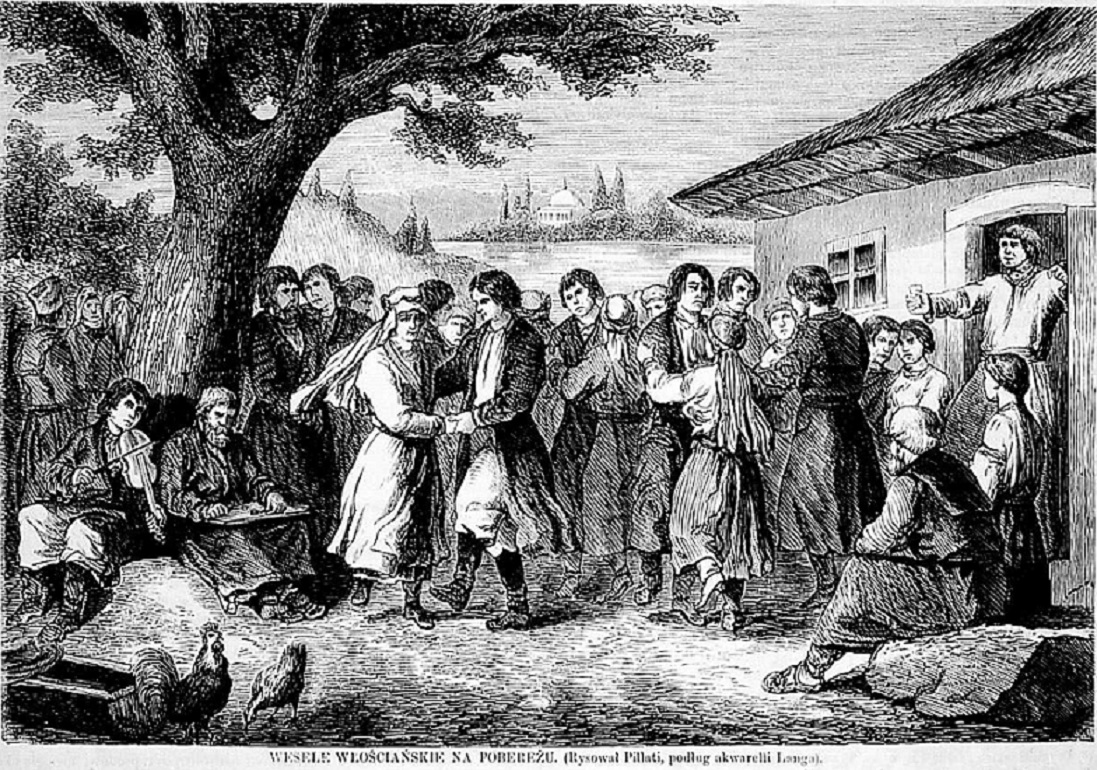
Весілля на Побережжі. Танець шумка

|  | Ой сарака Поляниця кукурузи сіє, А погана Гуцулія на то ся надіє, Ой сарака Поляниця кукурузи сапає, А погана Гуцулія бисаги латає, Ой сарака Поляниця кукурузи поле, А погана Гуцулія вже біжить в поле. Гуцулія-кукурлія не хоче робити, Лише їде в Коломию, малай дорожити. |

## Народне мистецтво та традиційні ремесла
Подоляни займалися вишивкою, килимарством, писанкарством, гончарством.

### Подільська вишивка

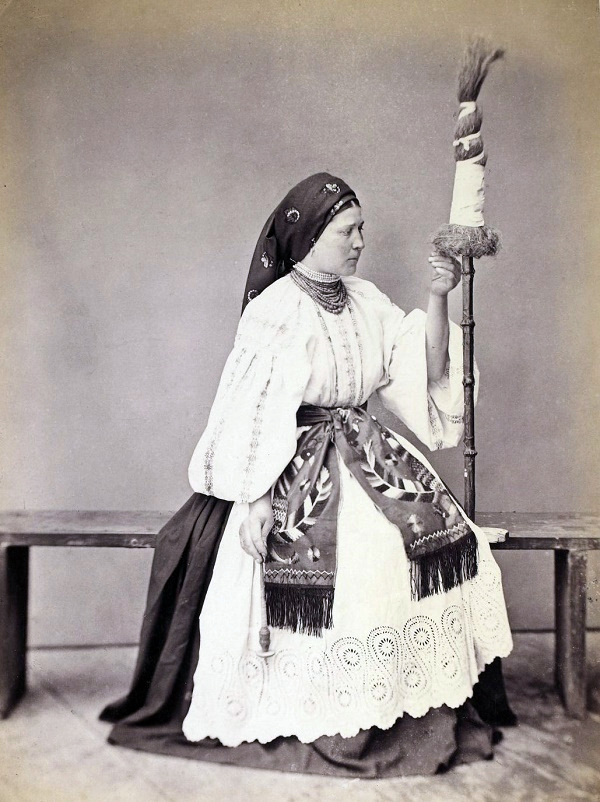
Подолянка у традиційному строї

На східному Поділлі відомі вишивальні майстерні в Клембівці, Яланці, Стіні та Городківці. Знаним центром вишивки на Поділлі є Стіна. Тут сорочки вишивають чорним кольором. Особливою славою користуються вишивки білим по білому села Клембівки. Кількість кольорів подільської народної вишивки обмежена. В орнаментах подільських вишивок переважає один колір — чорний з великим або меншим украпленням ґранатового, синього, жовтого або зеленого. Найпоширеніші одноколірні (ґранатові і чорні) вишиванки, рідше — двох — і триколірні.
Подолянки прикрашали в сорочках не тільки комір, рукав, манжети, погрудки, іноді поділ, але навіть і спинку. Найпоширенішими на Поділлі були жіночі сорочки уставкового типу, додільні або такі, що складалися з станка 1 підточки, з бочками (клинами, що розширювали поділ), комір стоячий або викладений, жіночі сорочки тут частіше мали виложистий комір, цільнокроєний рукав, покритий вишивкою (виноград), чорними, синіми або металевими нитками (золото). Подільський народний костюм визначався також специфікою фактури доморобних матеріалів, яка полягала у більшій рельєфності порівняно з іншими районами України.
На Поділлі до останнього часу зберігалися давні слов'янські традиції прикрашати одяг на основі зооморфного орнаменту. Класичною технікою Поділля є «низь» чорного й червоного кольорів, що лягають густими насиченими лініями. Ця техніка виконується з вивороту й на лицьовому боці має протилежний вигляд розміщення кольорів.
Вишивка на «поликах» була в вигляді широкої смуги «низзю» зі складним давнім геометричним узором. Від «полика» до манжета йшли поздовжні вузькі смуги з квітковим геометризованим орнаментом. Часом ці смуги були поперечні чи скісні. Вишивали сорочку чорними нитками (часто шерстяними), з більшим чи меншим вкрапленням жовто-помаранчевого, зеленого, синього кольору). На рукавах часто вишивали дві смуги або більше, в яких в шаховому порядку чергувалися квадрати з складною вишивкою. Спереду сорочки, від комірця йшли дві косі смуги з складним геометричним узором і відповідно їм такі самі й ззаду, інколи ці смуги були подвійні: зсередини дві ширші і дві вузькі по боках. Поділ «низзю» не вишивали, його шили лиштвою. Шви сорочок були змережанні, також рукави були змережані до сорочки, часто кольоровим швом.

### Рушник
Був трьох типів: три гілки розміщені в ряд; три вазони розміщені в 2 ряди і розділені смужкою; зірки різних комбінацій та інші геометричні фігури.

### Килимарство

Подільський килим з музею

Подільські килими поділялись на дві групи: рослинні і геометричні. В основному великі рослинні мотиви (вазон) були розміщені по центру на чорному фоні або жовтому (золотому) з каймою іншого кольору та гірляндою по ній. На такому килимі були також фігурки людей вершників, птахів. Геометричні килими складалися з ромбів, зірок, хрестів. Поле килимів було розбите на частини.
Основним центром виготовлення килимів на Поділлі була Клембівка. Там виготовлялися вузькі килими та широкі скорці. На Поділлі широкого поширення набули вузькі вишиті килими. Вишивали килими на тонкій шерстяній тканині чорного або червоного кольору шерстяними нитками різних кольорів. Вишитими килимами покривалися столи, ліжка, лавки.

### Писанкарство

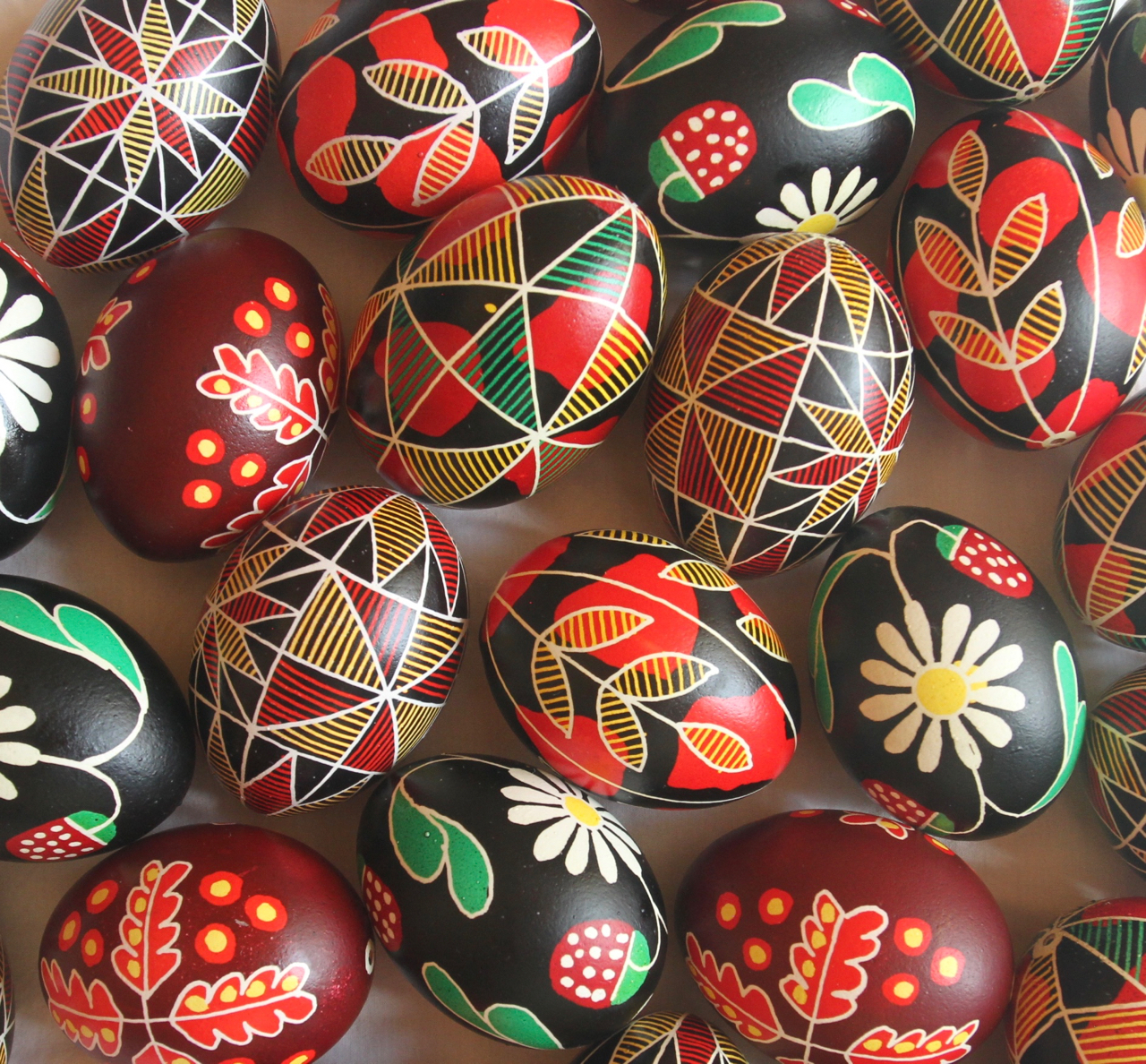
Традиційні зразки писанок з Поділля, дизайн взято з Марини Верхової

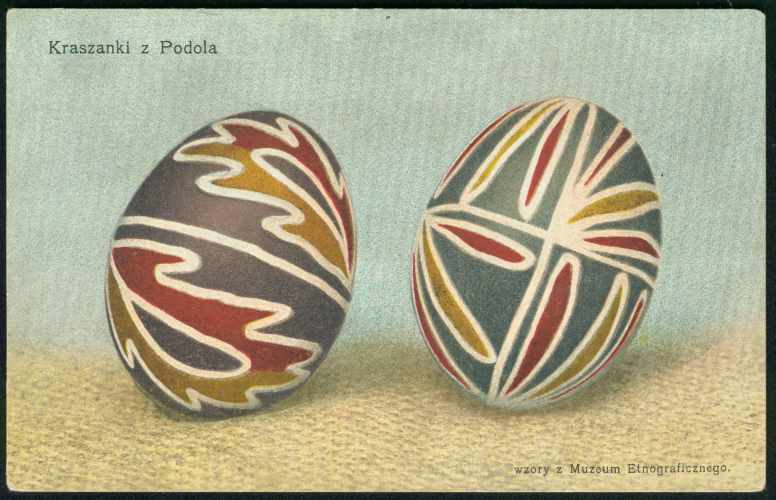
Подільські писанки

Писанки подолян були чорного кольору з червоним та помаранчевим візерунком. Орнамент був простий геометричний (ромби, складні зірки) або рослинний (листя, квіти, гілки в вазонах). Фарби для писанок вживали рослинні.

## Гончарство
За даними Прусевича в 1913 р. керамічним промислом в Подільській губернії було охоплено 143 населених пункти: три міста (Бар, Летичів, Гайсин), 27 містечок, 113 сіл. У виготовленні виробів було задіяно 2029 дворів та 3145 гончарів, що становило 0,08 % населення губернії. У XVI—XVII ст. створювалися перші цехи гончарів — громадсько-професійні і релігійні спілки, які були скасовані у 1900 р., хоча у багатьох осередках цехові традиції продовжували зберігатися і в 1913 р.
У 1912—1913 рр. в Україні було 12045 гончарів, то у 1922 — 15043. Найбільше гончарів було у Подільській губернії — 2850 (20 %). В 1924 гончарі становили 7,73 % від усіх кустарів на Поділлі, а у 1913 — 3,9 %. Гончарне виробництво мало родинний характер з залученням найманої праці. На Поділлі бідніші майстри продавали невипалені вироби скупщикам або заможнішим майстрам. Передача майстерності відбувалася у родині, були також і учні. Після прийняття на 15 з'їзді ВКП (б) курсу на колективізацію; гончарів, як і ін. кустарників примушували вступати в колгосп або працювати в колгоспних гончарнях або артілях. На Поділлі в 1926 р. існувало 3 артілі. В 1929 р. почався масовий колгоспний рух, важких втрат зазнали гончарі під час Голодомору 1932-33 рр.. Тоді загинув Яків Бацуца з Адамівки. В більшості гончарних осередків кількість гончарів скоротилася в кілька раз, а в деяких залишилося по 1-2 гончарі. Тільки майстри, які працювали в колгоспних майстернях чи артілях мали змогу в вільний час займатися гончарством також і вдома. В цей час зникли вироби з підполивяним малюванням, так як вони були дозволені лише в артілях. В цей час припинили існування також великі майстерні з найманою працею. На гончарів були накладені великі податки, за порушення закону руйнували горни і гончарні круги. В 1950—1960 рр. продовжується подальший занепад домашнього гончарства. Знизилась і якість виробів, які мали мало орнаментації, грубі черепки. Згідно з постановою 1960 р. артілі було реорганізовані в фабрики, що негативно позначилося на якості виробів.

Смотрицький горщик
Смотрицький горщик
Подільські миски

Деяких подільських майстрів запросили до Школи народних майстрів при Державному музеї українського мистецтва: Івана Гончара (Крищинці), братів Якова і Якима Герасименків (Бубнівка) та Прокопа Полив'яного (Жерденівка).
Протягом 1970—1980 рр. якість виробів знижувалась, нехватало фахівців, кількість домашніх майстрів продовжувала скорочуватись, зникали гончарські осередки. У більшості осередків залишилось по 2 майстри, на Поділлі найкраще був розвинений осередок в Адамівці та Смотричі.
Під час доби незалежності інтерес до гончарства зріс. Але ця доба позначена руйнуванням усіх фабрик та заводів. Кількість майстрів продовжує скорочуватись. Так у 2014 у Смотричі пішов із життя останній гончар, а у Адамівці останній майстрині — 77 років.

## Галерея

Подоляни в об'єктиві Михайла Грейма
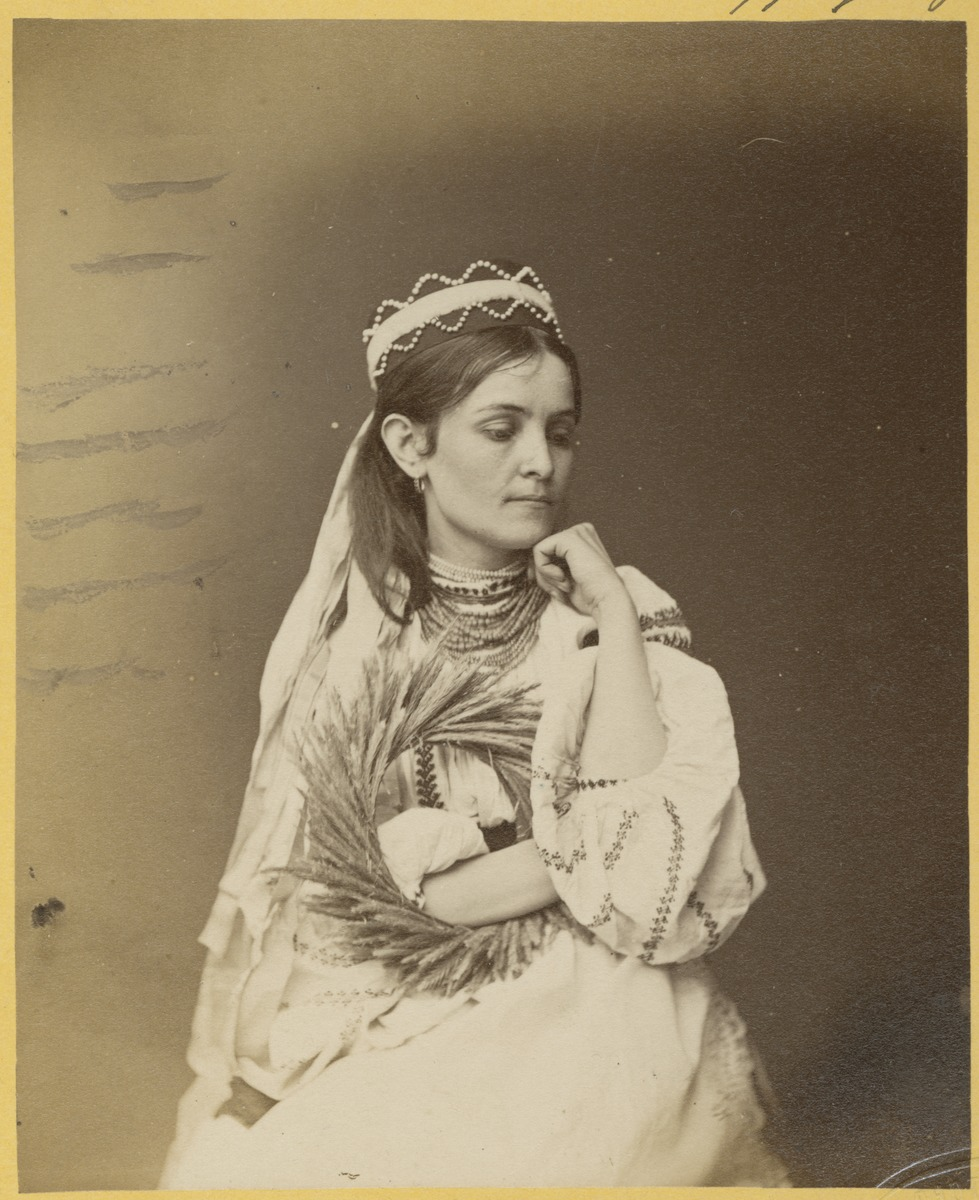
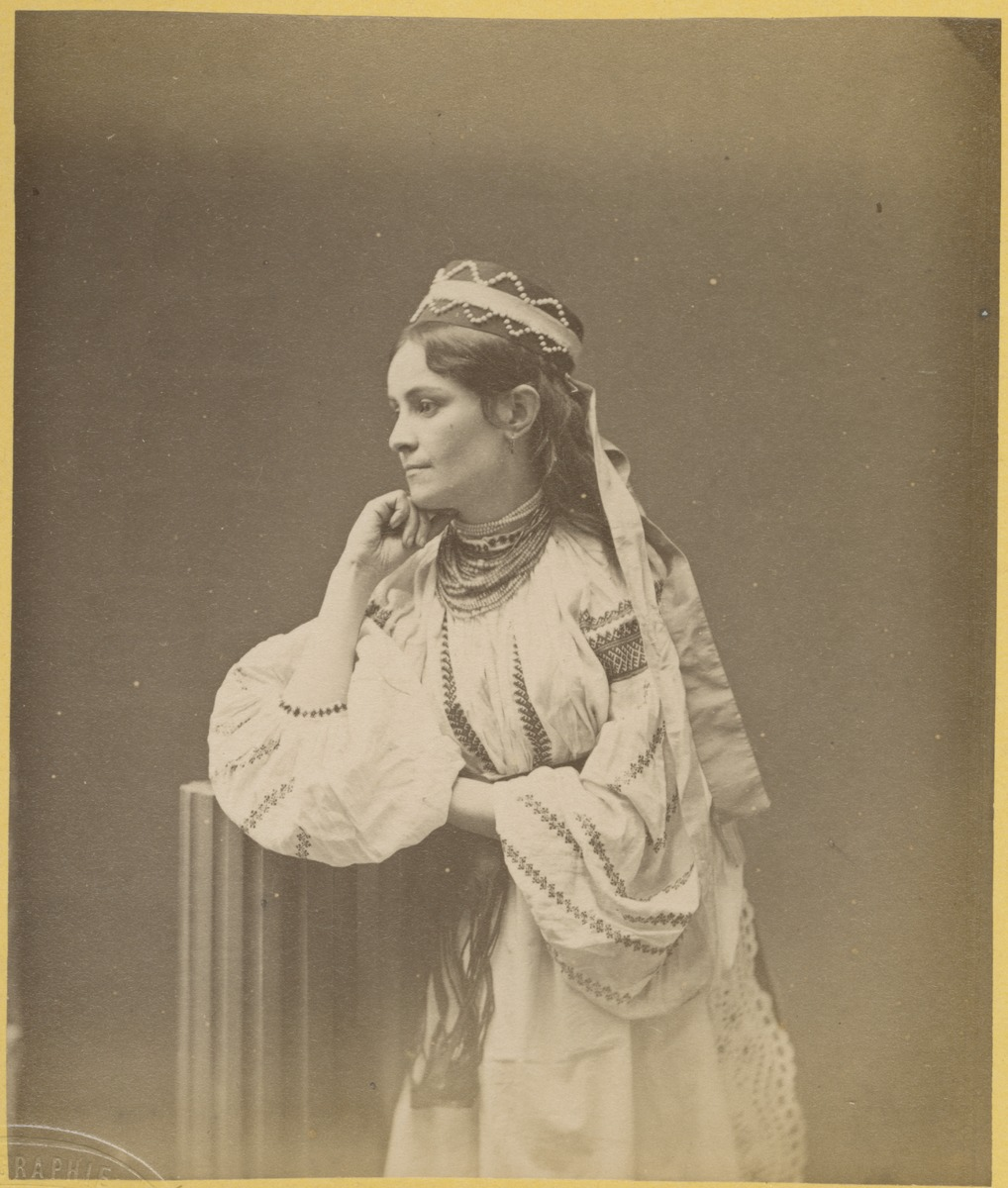
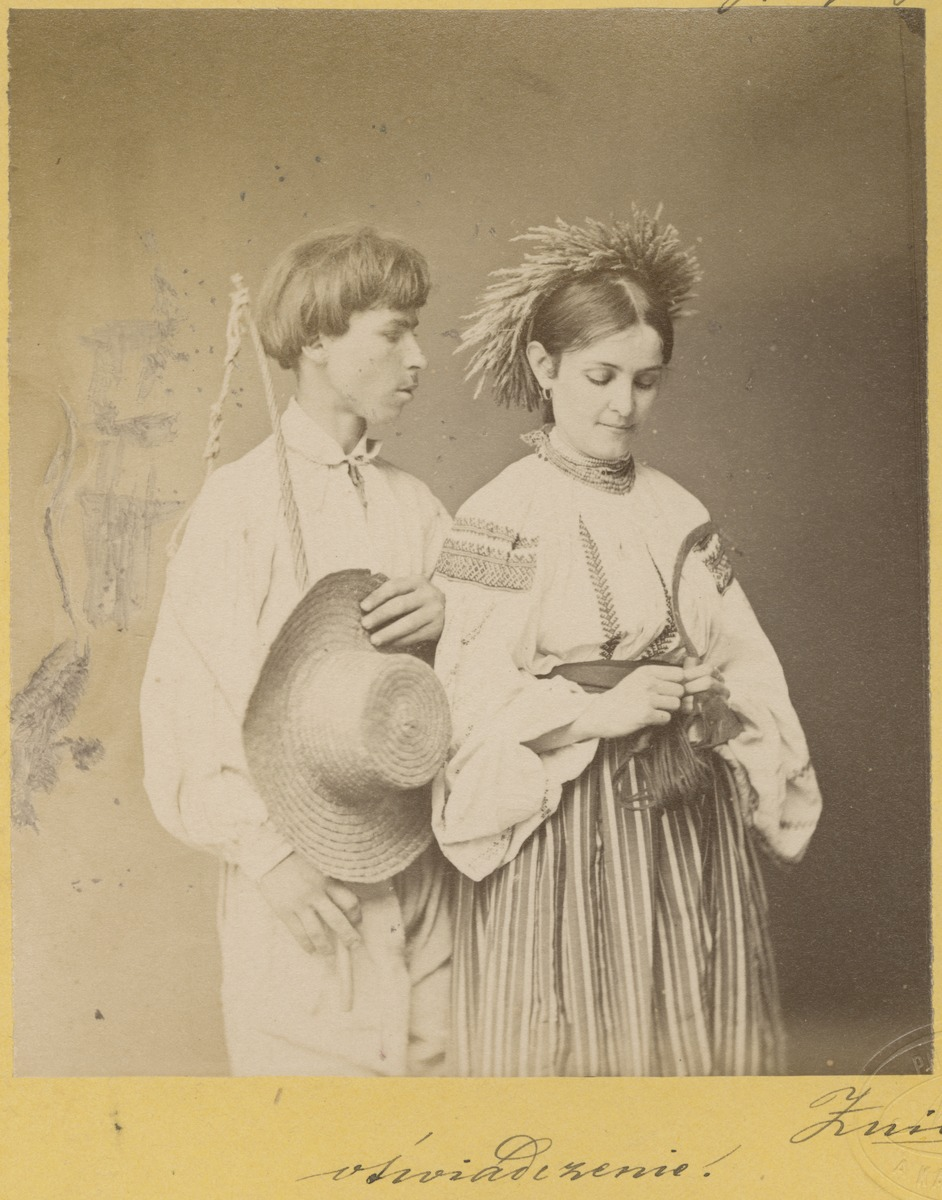
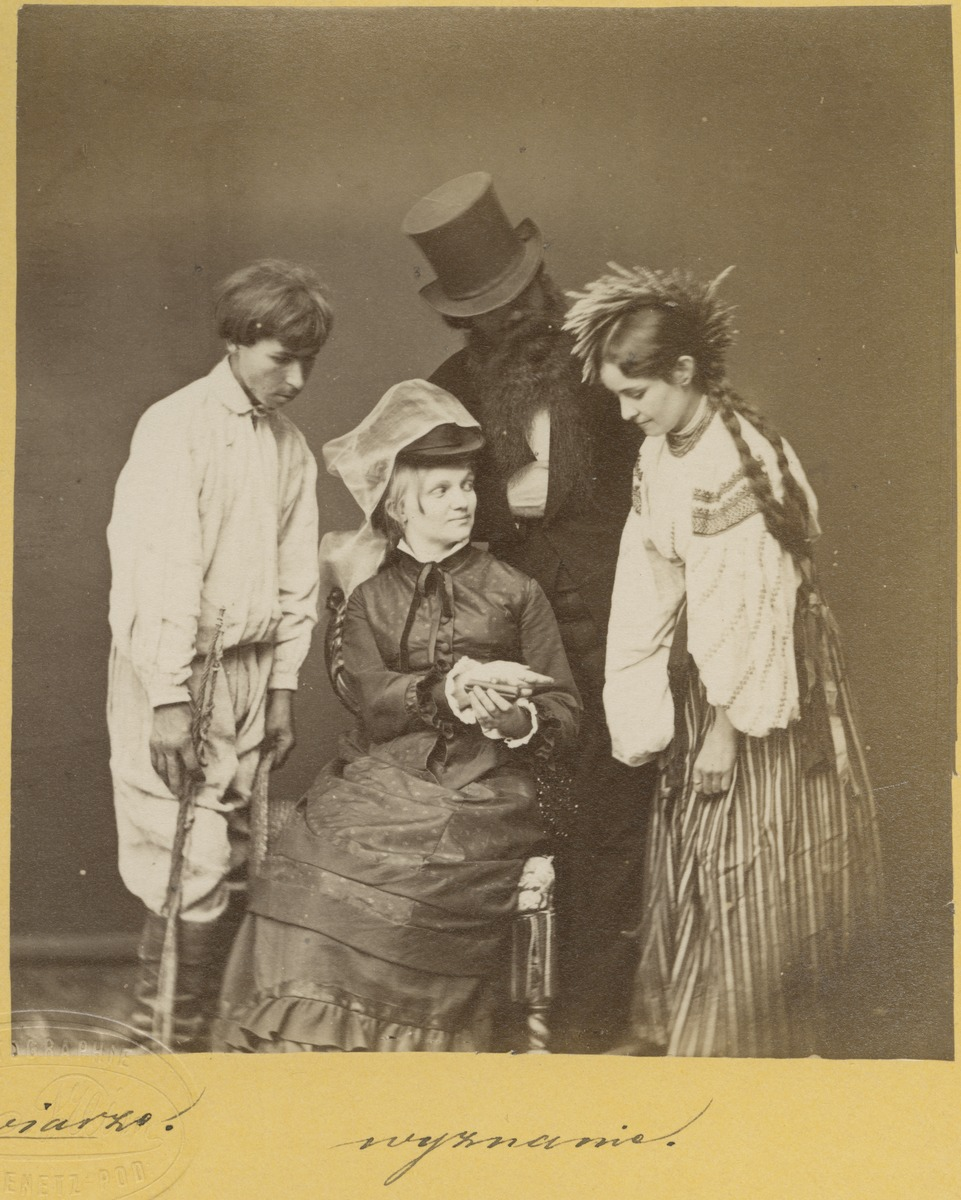

Портретні зображенні подолян
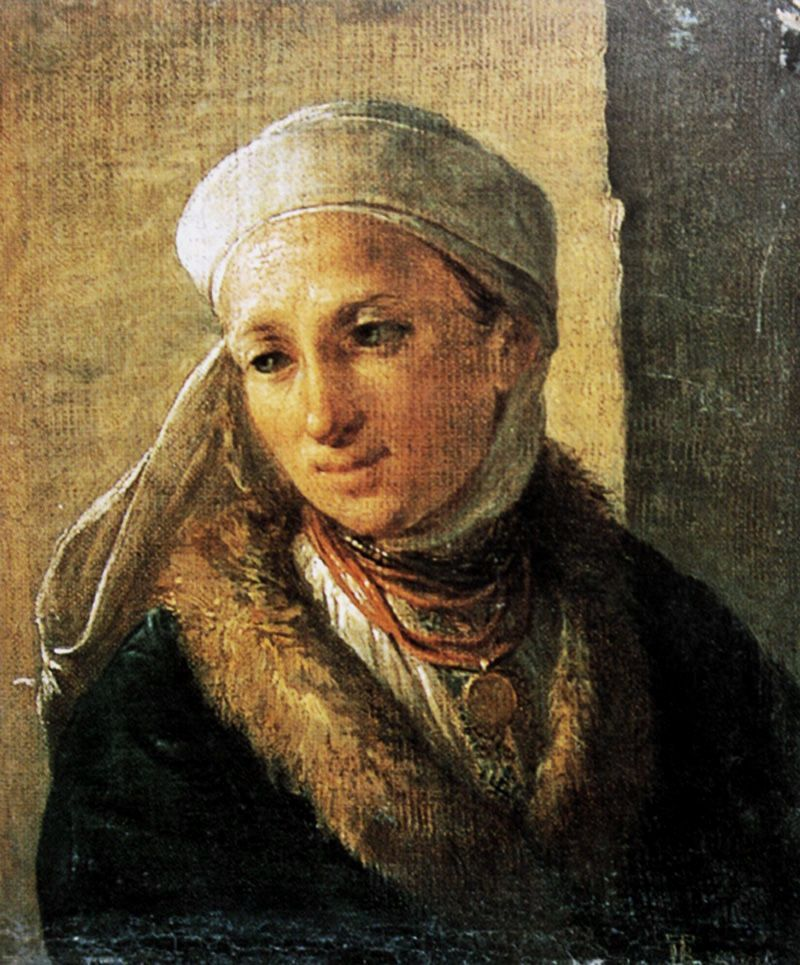
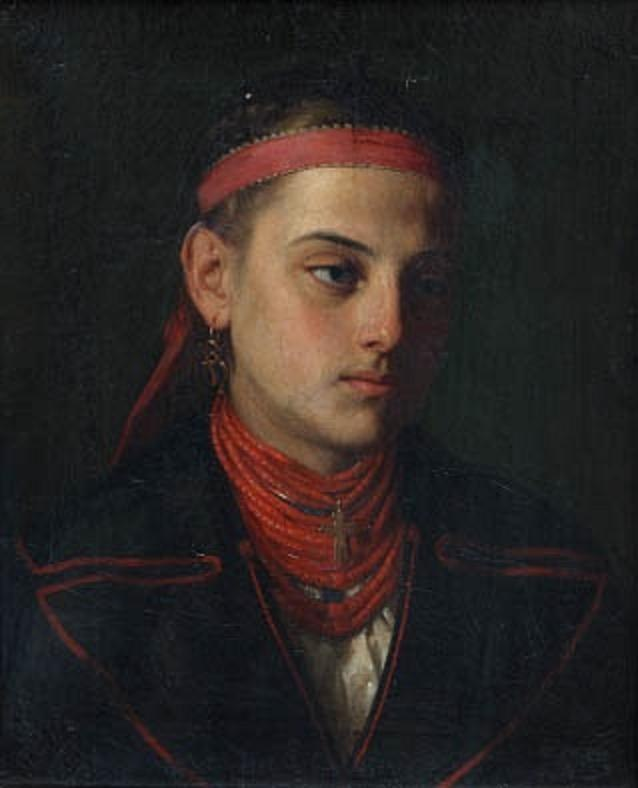
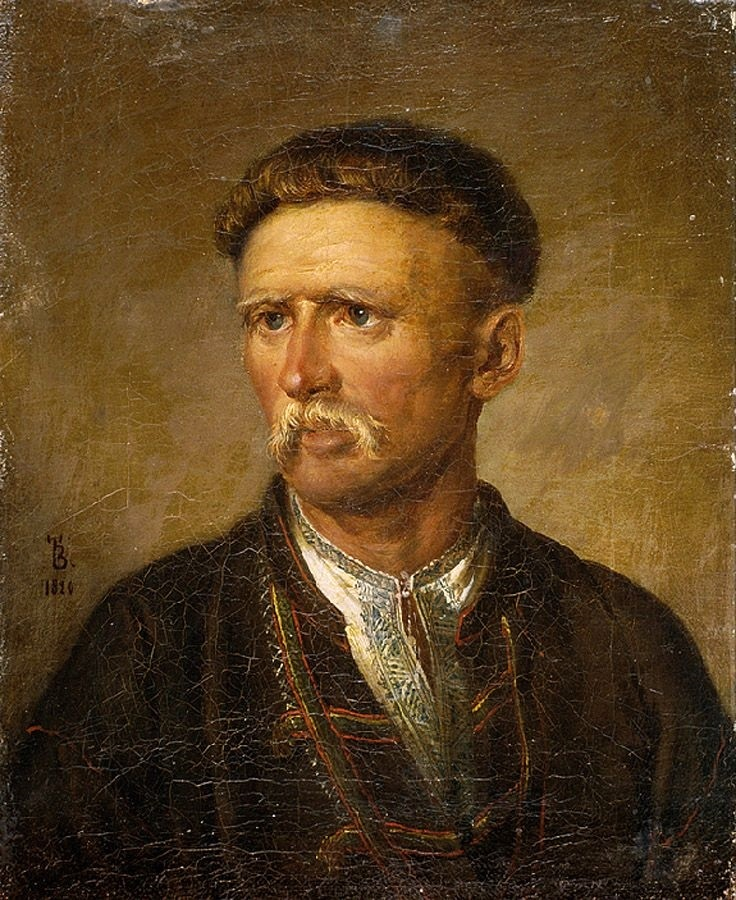